# Quốc huy Cộng hòa Xã hội chủ nghĩa Xô viết Tajikistan
Quốc huy Cộng hòa Xã hội chủ nghĩa Xô viết Tajikistan được chính phủ của Tajikistan Xô viết thông qua vào ngày 1 tháng 3 năm 1937. Quốc huy này được dựa trên Biểu tượng quốc gia của Liên Xô. Nó cho thấy các biểu tượng của nông nghiệp (bông và lúa mì). Sao đỏ nổi bật với một búa liềm nhỏ bên trong nó. Mặt trời mọc tượng trưng cho tương lai của quốc gia và ngôi sao cũng như búa liềm tượng trưng cho chiến thắng của chủ nghĩa cộng sản và "cộng đồng xã hội chủ nghĩa toàn thế giới". Quốc huy của Tajikistan Xô viết đã được thay thế bằng Quốc huy Tajikistan vào năm 1992 và sử dụng một thiết kế tương tự từ thời Xô viết.
Quốc huy mang khẩu hiệu của Liên Xô ("Vô sản toàn thế giới, đoàn kết lại!") Trong cả tiếng Tajik và tiếng Nga. Trong tiếng Tajik, nó là "'Пролетарҳои ҳамаи мамлакатҳо, як шавед!" (chuyển tự: "Proletarhoi hamai mamlakatho, jak şaved!").
Tên đầy đủ của Tajikistan Xô viết cũng được viết trong cả tiếng Tajik và tiếng Nga. Phiên bản cuối cùng của quốc huy được thiết kế bởi họa sĩ Alexander Semyonovich Yakovlev.

## Lịch sử

Huy hiệu Cộng hòa Xã hội chủ nghĩa Xô viết Tự trị Tajikistan (1924 - 04.1929)
Huy hiệu Cộng hòa Xã hội chủ nghĩa Xô viết Tự trị Tajikistan (04.1929 - 24.02.193)
Quốc huy Cộng hòa Xã hội chủ nghĩa Xô viết Tajikistan (24.02.1931 - 04.07.1935)
Quốc huy Cộng hòa Xã hội chủ nghĩa Xô viết Tajikistan (1936)
Quốc huy Cộng hòa Xã hội chủ nghĩa Xô viết Tajikistan (27.04.1935 - 20.05.1937) (trong bảng chữ cái Latinh)
Quốc huy Cộng hòa Xã hội chủ nghĩa Xô viết Tajikistan (1938 - 28.09.1940) (trong bảng chữ cái Latinh)
Quốc huy Cộng hòa Xã hội chủ nghĩa Xô viết Tajikistan (trong bảng chữ cái Kirin)